# ایستگاه متروی کنزینگتون غربی
ایستگاه متروی کنزینگتون غربی (انگلیسی: West Kensington tube station) یکی از ایستگاه‌های خط ناحیه متروی لندن است.
این ایستگاه که در ناحیه کنزینگتون غربی قرار دارد در سال ۱۸۷۴ میلادی تأسیس شده است.